# Сахат кула (Битољ)
Сахат кула (мкд. Саат кула) је кула у центру Битоља и један од његових симбола. За разлику од аустро-угарских кула битољска има специфични изглед, такође је због своје велике висине (33 м) приказује време по ширем делу града.

## Историја куле
Изграђена је 1830-их, заједно са црквом Светог Димитрија. Сахат кула лежи у северном делу, у парку, пре почетка битољског Корзоа (Широк сокак). Кула је висока 33 м, а страница је широка 5,8 м. Последња рестаурација је била 2009. када је замењен часовник. Сада користи римске бројеве. Часовник се види и ноћу. Док је Битољ био још под Османским царством, до 1912. (Први балкански рат), часовник је показивао време на турски начин (сатове је бројао по заласку сунца). Први бројчаник је био од немачке компаније Конфаге, постављен 1927, такође и први бројчаник је био мањи него што је данашњи. Часовник је поново замењен 1936. као поклон Немаца (због подизања немачких гробља код Битоља, заједно са француским и енглеским војним гробљем). Тада су била монтирана и звона (15 звона тешких 900 килограма). Обнова механизма је била 1962. и 1970. постављена је нова клавијатура са новим композицијама.

## Легенда
Према легенди, османске власти су из локалних села покупиле 60.000 јаја да би направили снажан малтер.
- Изглед 1930-их
- Изглед 1930-их
- Сахат кула преко дана